# Grandstar Cargo
Grandstar Cargo war eine Frachtfluggesellschaft mit Sitz in Tianjin in der Volksrepublik China. Die Fluggesellschaft wurde als Joint Venture zwischen der Sinotrans Air Transportation Development Co., Ltd. (51 %), Korean Airlines Co., Ltd. (25 %), Hana Capital Co., Ltd. (13 %) und der Shinhan Capital Co., Ltd. (11 %) gegründet. Die Airline erhoffte sich Synergieeffekte aus der Zusammenlegung des Know-hows im Frachtfluggeschäft der Korean Airlines und dem Logistikpartner Sinotrans mit dem größten chinesischen Netzwerk. Im Mai 2012 gab Sinotrans bekannt, dass Grandstar Cargo nach Verlusten in den Jahren 2009, 2010 und 2011 liquidiert werde.

## Flotte
Die Flotte bestand aus einer Boeing 747-400F.